# Sanga-Sanga
Sanga-Sanga est une île de la mer de Célèbes dans le sud-ouest des Philippines, bordée au nord-ouest par la mer de Sulu. L’île fait partie de l’archipel de Sulu. Elle se trouve entre l’île de Tawi-Tawi (île) à l’est et l’île de Bangao au sud.
L’île est subdivisée en 11 barangays (Karungdong, Lakit-Lakit, Lato-Lato, Luuk Pandan, Malassa, Mandulan, Pagasinan, Pakias, Paniongan, Sanga-Sanga, et Tubig Basag), appartenant tous à la  municipalité de Bongao dans la province de Tawi-Tawi.

## Histoire
Pendant la Seconde Guerre mondiale, l’île était une escale majeure pour la marine impériale japonaise. Elle a été libérée par les forces américaines le 2 avril 1945 et utilisée par les forces américaines et australiennes.

## Transport
L’aéroport de Sanga-Sanga, le principal aéroport desservant la province de Tawi-Tawi, est situé sur l’île.